# Giselher Klebe
Giselher Klebe   (Mannheim, 28 de juny de 1925 - Detmold, 5 d'octubre de 2009) Giselher Wolfgang Klebe fou un compositor alemany. Va crear més de 140 composicions, entre les quals trobem 14 òperes, 8 simfonies, 15 concerts solistes, música de cambra, treballs per a piano, i música sacra.

## Biografia
Klebe va rebre formació musical des de ben petit per part de la seva mare, la violinista Gertrud Klebe. La família es va traslladar a Múnic en 1932, on la germana de la seva mare, Melanie Michaelis, va continuar ensenyant-li música. A causa de la professió del seu pare van haver de traslladar-se a Rostock el 1936. Després de la separació dels seus pares, Klebe es va mudar amb la seva mare i la seva germana a Berlín. El 1938, als 13 anys, va esbossar les seves primeres composicions. El 1940 va començar els estudis de violí, viola, i composició, amb el suport d'una beca de la ciutat de Berlín.
Quan va acomplir el seu Reichsarbeitsdienst (servei de treball), Klebe fou reclutat pel servei militar amb el rang de Signalman. Després de la Rendició alemanya, va ser fet presoner de guerra per les forces russes, però a causa de la seva salut va ser alliberat aviat. El 10 de setembre de 1946 es va casar amb la violinista Lore Schiller, amb qui va tenir dues filles, Sonja Katharina i Annette Marianne. La seva esposa va escriure alguns dels llibrets de les seves òperes.
Quan es recuperà, va continuar els seus estudis de música a Berlín (1946-1951), primer sota tutoria de Joseph Rufer, i després a les classes de Boris Blacher. També va treballar per a l'estació de ràdio Berliner Rundfunk fins a 1948, quan va començar a dedicar-se com a compositor a temps complet.
El 1957 va tenir èxit amb Wolfgang Fortner com a docent al Hochschule für Musik Detmold amb les matèries de teoria de la composició i de la música. Va ser designat professor el 1962 i molts compositors ben coneguts van ser pupils seus, com per exemple Hans Martin Corrinth, Theo Brandmüller o Matthias Pintscher.
Klebe es va inspirar i va influenciar per obres d'autors i artistes, especialment dels seus contemporanis. El 1951 va compondre Die Zwitschermaschine Op. 7, (The Twittering Machine), basat en la pintura de Paul Klee. La seva primera òpera, basada en l'obra Die Räuber (Els lladres) de Friedrich Schiller, es va produir l'any 1957.
El 1964 Klebe va ser designat membre del West Berlin Akademie der Künste (Acadèmia de les Arts). El 1965 va rebre el Westfälischer Musikpreis, nomenat més endavant com a Hans-Werner-Henze-Preis. El 2002, la ciutat de Detmold, on va viure els seus últims anys, el va nomenar ciutadà honorari.
Klebe va morir el 5 d'octubre de 2009 a Detmold als 84 anys després d'una llarga malaltia.

## Obres
| Opus | Títol                                                      | Categoria            |
| ---- | ---------------------------------------------------------- | -------------------- |
| 4    | Piano sonata                                               | Piano sonata         |
| 7    | Die Zwitschermaschine                                      | Obra orquestral      |
| 13   | Wiegenlieder für Christinchen                              | Obra de piano        |
| 22   | Elegia appassionata                                        | Trio de piano        |
| 25   | Die Räuber                                                 | Òpera                |
| 26   | 4 Inventions                                               | Obra de piano        |
| 27   | Die tödlichen Wünsche (Els desitjos mortals)               | Òpera                |
| 29   | Cello concert no. 1                                        | Concert de violoncel |
| 32   | Die Ermordung Cäsars (L'assassinat del Cèsar)              | Òpera                |
| 36   | Alkmene                                                    | Òpera                |
| 37   | Adagio and Fuge with a motif from Richard Wagner's Walküre | Obra orquestral      |
| 39   | 9 Duettini per pianoforte e flauto                         | Duo                  |
| 40   | Figaro lässt sich scheiden (Figaro es divorcia)            | Òpera                |
| 49   | Jacobowsky und der Oberst (Jacobovsky i el Coronel)        | Òpera                |
| 50   | Concerto a cinque                                          | Concert              |
| 53   | Symphony no.3 (1966)                                       | Simfonia             |
| 55   | Das Märchen von der schönen Lilie                          | Òpera                |
| 61   | Das Testament                                              | Obra orquestral      |
| 69   | Ein wahrer Held (Un heroi de veritat)                      | Òpera                |
| 70   | Nenia                                                      | Música de cambra     |
| 72   | Das Mädchen aus Domrémy                                    | Òpera                |
| 73   | Orpheus                                                    | Obra orquestral      |
| 75   | Symphony no.5 (1976–77)                                    | Simfonia             |
| 76   | 9 Piano pieces for Sonja                                   | Obra de piano        |
| 78   | Das Rendezvous                                             | Òpera                |
| 82   | Der Jüngste Tag                                            | Òpera                |
| 87   | String qartet No. 3                                        | Quartet              |
| 90   | Die Fastnachtsbeichte (Confessió de Carnaval)              | Òpera                |
| 91   | Feuersturz                                                 | Obra de piano        |
| 103  | Glockentürme                                               | Obra de piano        |
| 111  | Nachklang                                                  | Obra de piano        |
| 119  | Gervaise Macquart                                          | Òpera                |
| 120  | Symphony no.6 (1996)                                       | Simfonia             |
| 133  | Mignon                                                     | Concert de violí     |
| 134  | Chara                                                      | Duo                  |
| 149  | Chlestakows Wiederkehr (El retorn de Khlestakov)           | Òpera                |